# 아즈마정 (나가사키현)
아즈마정(吾妻町)은 나가사키현 시마바라반도에 있던 정으로 미나미타카키군에 속했다.
2005년 10월 11일에 주변 6개 마을과 신설 합병하여 운젠시로 시제를 시행하면서 자치단체로서는 소멸하였다.
현재 구 아즈마정 사무소는 운젠시청 본청이 자리잡고 있다

## 지리
시마바라 반도의 북서쪽에 위치하며 시마바라만에 접해 있다.

## 역사
- 1889년 4월 1일 - 정촌제 시행에 의해 모리야마촌, 야마다촌이 성립하였다.
- 1954년 4월 1일 - 모리야마촌, 야마다촌이 합병해 아즈마촌이 성립하였다.
- 1963년 4월 1일 - 정으로 승격해 아즈마정이 되었다.
- 2005년 10월 11일 - 미즈호정·구니미정·아이노정·지지와정·오바마정·미나미쿠시야마정과 합병해, 운젠시가 되어 아즈마정은 소멸하였다.

## 교통

### 철도
- 시마바라 철도 시마바라 철도선

### 도로
- 국도 57호선
- 국도 251호선